# Ло, Алекс
Алекс Ло (англ. Alex Law, кит. упр. 羅啟銳; род. 19 августа 1952, Гонконг — умер 2 июля 2022, Гонконг) — гонконгский режиссёр, сценарист и продюсер. Один из представителей Гонконгской новой волны конца 1970-х — начала 1980-х годов.

## Биография
Алекс Ло получил юридическое образование в Епархиальной школе для мальчиков в Гонконге, куда поступил в 1971 году. 
Лоу активно сотрудничал с Мэйбел Чун во многих её самых известных фильмах, включая «миграционную трилогию»: «Нелегальный иммигрант», «Осенняя история» (1987) и «Восемь лянов золотом» (1989).
В 1988 году Алекс завоевал награду на 7-й Гонконгской кинопремии с картиной «Осенняя история» («Лучший сценарий»). А его режиссёрская работа в «Раскрашенные лица» принесла ему победу в Золотая лошадь.  
В 2010 году вышел фильм Ло «Отражение радуги», ностальгическое воспоминание о Гонконге 1960-х годов. Эта картина стала первым гонконгским фильмом, получившим награду «Хрустальный медведь» в номинации «Generation Kplus» на Берлинском кинофестивале.

## Смерть
Ло скончался 2 июля 2022 года в больнице рядом со своей спутницей жизни Мэйбел Чун. Причина смерти не разглашается.

## Избранная фильмография
| Год  | Название                        | Режиссёр | Сценарист | Продюсер |
| ---- | ------------------------------- | -------- | --------- | -------- |
| 2015 | История о трёх городах          |          | Да        | Да       |
| 2010 | Отражение радуги                | Да       | Да        |          |
| 2009 | Ночь и туман                    |          | Да        |          |
| 2003 | Джеки Чан и его пропавшая семья |          |           | Да       |
| 2001 | Пекинский рок                   |          | Да        | Да       |
| 1998 | Город из стекла                 |          | Да        |          |
| 1998 | Другая степень риска            |          | Да        | Да       |
| 1997 | Сёстры Сун                      |          | Да        |          |
| 1992 | Любовь: Теперь ты её видишь     | Да       | Да        |          |
| 1992 | Воины Луны                      |          | Да        | Да       |
| 1989 | Восемь лянов золотом            |          | Да        |          |
| 1988 | Раскрашенные лица               | Да       | Да        |          |
| 1988 | Одного мужа слишком много       |          | Да        |          |
| 1987 | Осенняя история                 |          | Да        |          |
| 1987 | Человеку свойственно ошибаться  |          | Да        |          |
| 1987 | Счастливый двоеженец            |          | Да        |          |
| 1987 | Мистер Красивый                 |          | Да        |          |
| 1986 | 100 способов убить вашу жену    |          | Да        |          |